# Haber Samu
Haber Sámuel, írói álnevén Komáromi Sándor (Komárom, 1866. augusztus 18. – Budapest, Terézváros, 1920. december 30.) zsidó származású magyar újságíró.

## Életútja
Haber Henrik mészárosmester és Spinner Katalin fia. Az algimnázium négy osztályát Komáromban végezte a bencéseknél; innét Budapestre került a református főgimnáziumba, ahol az V. és VI. osztályt teljesen bevégezte, a VII-ben azonban igazolatlan mulasztások miatt a tanév befejezte előtt consilium abeundit kapott. Ez okból Pápán a VII. osztályt ismételte és ugyanitt végezte be középiskolai tanulmányait. Ekkor a budapesti egyetem joghallgatója volt egy évig és ez alatt ügyvédi irodában is dolgozott, ahol, hazulról nem kaphatván segélyt, 1894. január 1-ig működött. Korán dolgozótársa lett több lapnak. Leginkább azonban az Egyenlőségbe dolgozott és annak segédszerkesztője volt haláláig. Szívtágulás következtében hunyt el. Házastársa Tomkuliak Gizella Apollónia volt, akivel 1902. május 19-én Budapesten, a Józsefvárosban kötött házasságot.

## Munkássága
Már főgimnáziumi tanuló korában kezdett Írogatni az Esztergom és Vidékébe s a Komárom és Vidékébe (1884-85. Kép a pápai diákéletből) és fővárosi leveleket és tárcákat; Pápáról írt a győri Hazánkba bírálatokat, a Komáromi Lapokba (melynek azóta rendes munkatársa); Budapesten a Bolond Istókba kezdett epigrammákat írni Ari... álnévvel, melyek később Nyilhegyek c. rovatban öt évig folytak. 1886 őszén havi 10 forint fizetéssel az Egyenlőséghez szerződött, mely lapnál ezután csekély félbeszakításokkal (1883. február – 1890. október) mint főmunkatárs működött, 1893. szeptembertől fogva pedig a lapot tényleg szerkesztette is; 1894. májustól, mint lapvezető, Komáromi Sándor álnévvel a Mészárosok és Hentesek Lapját jóformán ő maga írta. Cikkeket írt még a Komárommegyei Közlönybe, a Zalai Közlönybe, a Győri Közlönybe, az Urambátyámba s a Magyar Figaróba; legtöbb cikke azonban az Egyenlőségben jelent meg, ilyenek: (1887. Kompert Lipót, Lövy Bernát Ujpest alapítója, Karczag Vilmos, Grátz Henrik, Dávid király utolsó sarja, Philippson Lajos után, 1888. Neuwelt Ármin, Lewande Leo, Szeforisz és Róma, ugyanaz az után, 1890-92. Reiner Bertalan, Lorm Hieronymus, Friedmann Mór, Auerbach Bertalan, A Rothschildok, Wahrmann Mór, A Kiházasítók, Sacher-Masoch után, A fölfedezett szív, Auerbach Bernhard után, 1883. D'Israeli, buziasi Eisenstädter Ignácz, Szatmári Mór, Mannheimer Izsák Noé, Königswarter Móricz báró, Lemberger Ármin, Haynald Lajos sat.; több ismeretterjesztő cikket és könyvismertetéseket is írt a lapba, továbbá: Az újkori Edit, A messias, D'Israeli regénye, 1894-95. Vögele és Golde, A zsidók szerepe Amerika felfedezésében, Kayserling M. után sat.)

## Önálló kötetei
- A mi ünnepeink. Rajzok a kisvárosi zsidó életből. Bpest. 1893. (Ism. Fővárosi lapok, M. Geniusz, Egyenlőség.)
- Zsidó történetek. Bpest, 1894.

## Álnevei és jegyei
Cigarette, Tiborcz, Ari, Heliotrop, -ber, H- r, -r. H. S., H. H-ber, -r- u, és -i